# Clupeonella
Clupeonella – rodzaj ławicowych ryb śledziokształtnych z rodziny śledziowatych (Clupeidae), określanych w języku polskim nazwą kilki lub tiulki. Obejmuje gatunki morskie, anadromiczne i słodkowodne, zaliczane do grupy sardyn. Charakteryzuje je ostry kil utworzony z łusek na brzuchu. Długość ciała od 8 do 16 cm. Występują w dużych ilościach. Poławiane gospodarczo dla smacznego mięsa przetwarzanego na konserwy rybne.

## Zasięg występowania
Morze Kaspijskie, Azowskie, Czarne i Śródziemne.

## Klasyfikacja
Gatunki zaliczane do tego rodzaju:
- Clupeonella abrau – kilka abrauska[3]
- Clupeonella caspia – kilka[4], kilka kaspijska[5], tiulka kaspijska[4]
- Clupeonella cultriventris – kilka zwyczajna[3], tiulka[3]
- Clupeonella engrauliformis – sardelka[3]
- Clupeonella grimmi – kilka wielkooka[3], kilka wielkooczna[5]
- Clupeonella muhlisi
- Clupeonella tscharchalensis